# Hans Reznicek
Hans Reznicek (* 10. September 1910 in Wien; † 30. August 1979 ebenda) war ein österreichischer klassischer Flötist und Hochschullehrer.

## Leben
Hans Reznicek wurde 1910 als Sohn des Flötisten Herbert Reznicek in Wien geboren. Er war Schüler seines Vaters und wurde im Jahre 1934 Mitglied der Wiener Philharmoniker. Sein Vorgänger Josef Niedermayr und Reznicek selbst etablierten bei den Philharmonikern den Wechsel zur Böhm-Querflöte.
Am 8. Mai 1940 beantragte Reznicek 1940 die Aufnahme in die NSDAP und wurde rückwirkend zum 1. Juli desselben Jahres aufgenommen (Mitgliedsnummer 8.118.356).
Nach dem Zweiten Weltkrieg unterrichtete Reznicek ab 1951 an der Akademie für Musik und darstellende Kunst Wien. 
Unter anderem mit Gottfried von Freiberg spielte er in der Bläservereinigung der Wiener Philharmoniker. 
Reznicek beendete 1976 sein Engagement bei den Wiener Philharmonikern. Im Jahre 1977 wurde er an der nun als Hochschule für Musik und darstellende Kunst bezeichneten Institution ordentlicher Professor. 
Zu Rezniceks Schülern gehören Adolf Scherbaum, Ferdinand Weiss, Petr Kotík und Wolfgang Schulz.
Hans Rezniceks Sohn Herbert ist ebenfalls Flötist.

## Auszeichnungen
- Ehrenring der Wiener Philharmoniker
- Ehrenkreuz für Wissenschaft und Kunst
- Silbernes Verdienstzeichen des Landes Salzburg